# Nordic Regional Airlines
Pour les articles homonymes, voir NRA.

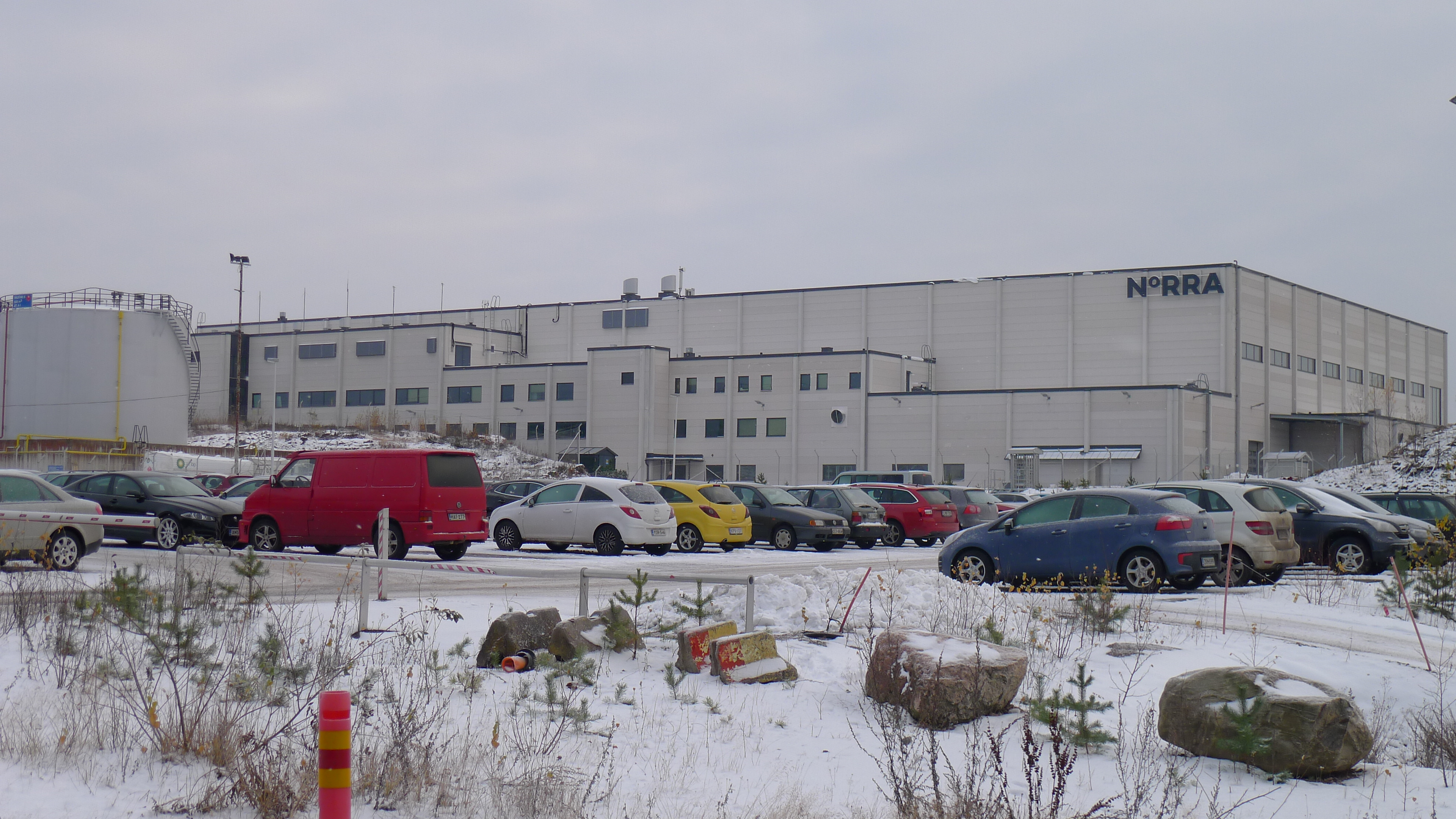
Siège social de Norra

Nordic Regional Airlines ou Norra, anciennement Flybe Nordic, est une compagnie aérienne finlandaise détenue par une coentreprise entre la danoise Danish Air Transport et la finlandaise Finnair.

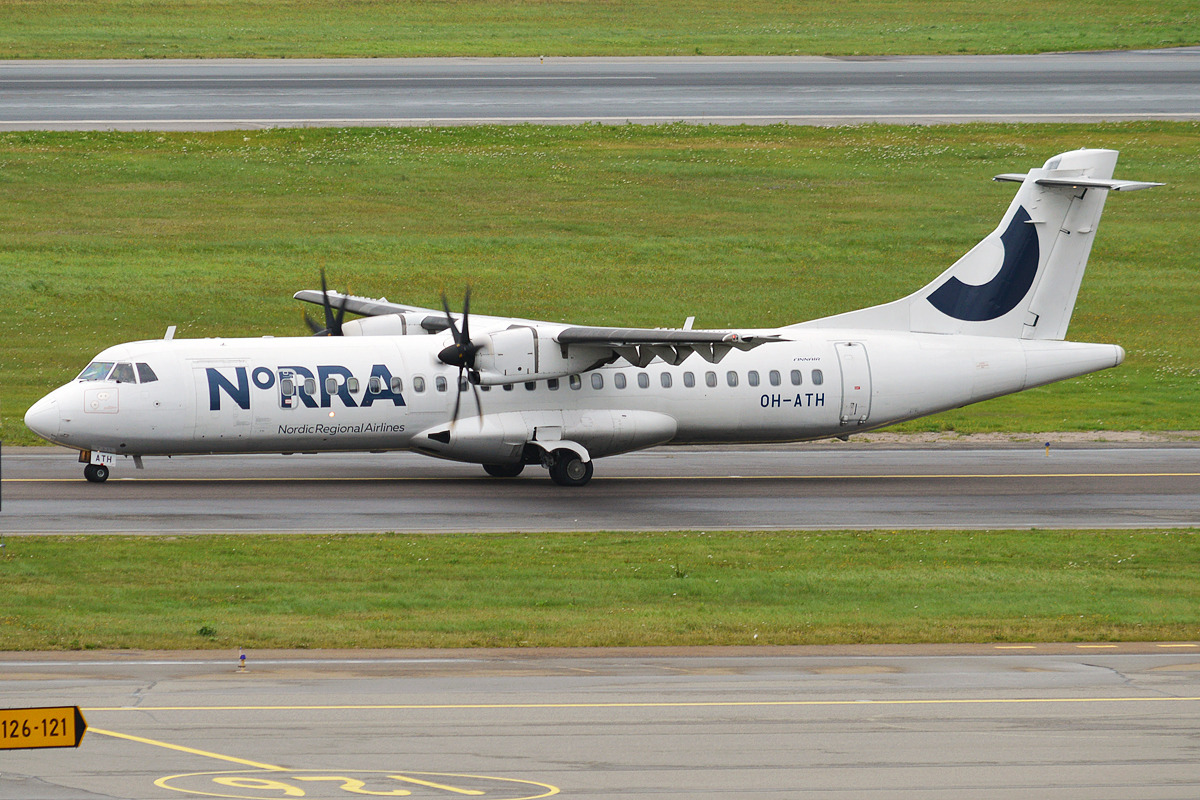
Un ATR 72-500 de Nordic Regional Airlines

## Histoire
Le lancement de Flybe Nordic est annoncé en juillet 2011 avec le rachat de Finncomm pour 25 millions d’euros, Flybe payant 13 millions pour 40 % des parts et deux sièges au conseil d’administration, et Finnair 12 millions pour 60 % des parts et trois sièges. Le programme de vol initial comprend 25 routes dont dix nouvelles en Finlande, Scandinavie et dans les pays baltes, avec une flotte d’ATR et d’Embraer.
En mars 2015, Flybe vend ses 60% pour un euro symbolique à Finnair afin de réduire ses coûts, qui sont acquis en 2018 par la compagnie danoise Danish Air Transport.
En mai 2015, la compagnie est renommée Nordic Regional Airlines.
Les Embraer 170 sont sortis de la flotte en 2016.

## Partage de codes
Flybe Nordic partage ses codes avec Finnair.

## Flotte
En avril 2021, Flybe Nordic opère la flotte suivante: